# Transporte público de Kiev
El transporte público de Kiev está conformado por su sistema de metro, tranvía, funicular y de autobuses y trolebuses. 

## Metro
El metro de Kiev consta de tres líneas que recorren 67,56 km en 52 estaciones. Por sus instalaciones pasan 1,33 millones de pasajeros diarios, representando el 46.7 % de los 3,25 millones de personas que utilizan el sistema del transporte público de la ciudad en un día. En 2016 el número total de pasajeros fue 484 millones.
| Línea 1 | Line 1 | Sviatoshynsko-Brovarska | Святошинсько-Броварська | 6 de noviembre de 1960      | 22,65km | 18  |
| Línea 2 | Line 2 | Obolonsko–Teremkivska   | Оболонсько-Теремківська | 17 de diciembre de 1976     | 20,95km | 18  |
| Línea 3 | Line 3 | Syretsko-Pecherska      | Сирецько-Печерська      | 31 de diciembre de 1989     | 23,90km | 16  |
| Línea 4 | Line 4 | Podilsko-Vyhurivska     | Подільсько-Вигурівська  | Apertura planeada para 2022 | 20 km   | 15  |
| Línea 5 | Line 5 | Livoberezhna            | Лівобережна             | En desarrollo               | 4,96 km | 17  |
| Línea 6 | Line 6 | Vyschhorodsko-Darnytska | Вишгородсько-Дарницька  | En desarrollo               | 27km    | 19  |
| Total   | Total  | Total                   | Total                   | Total                       | 120km   | 103 |

## Tranvía

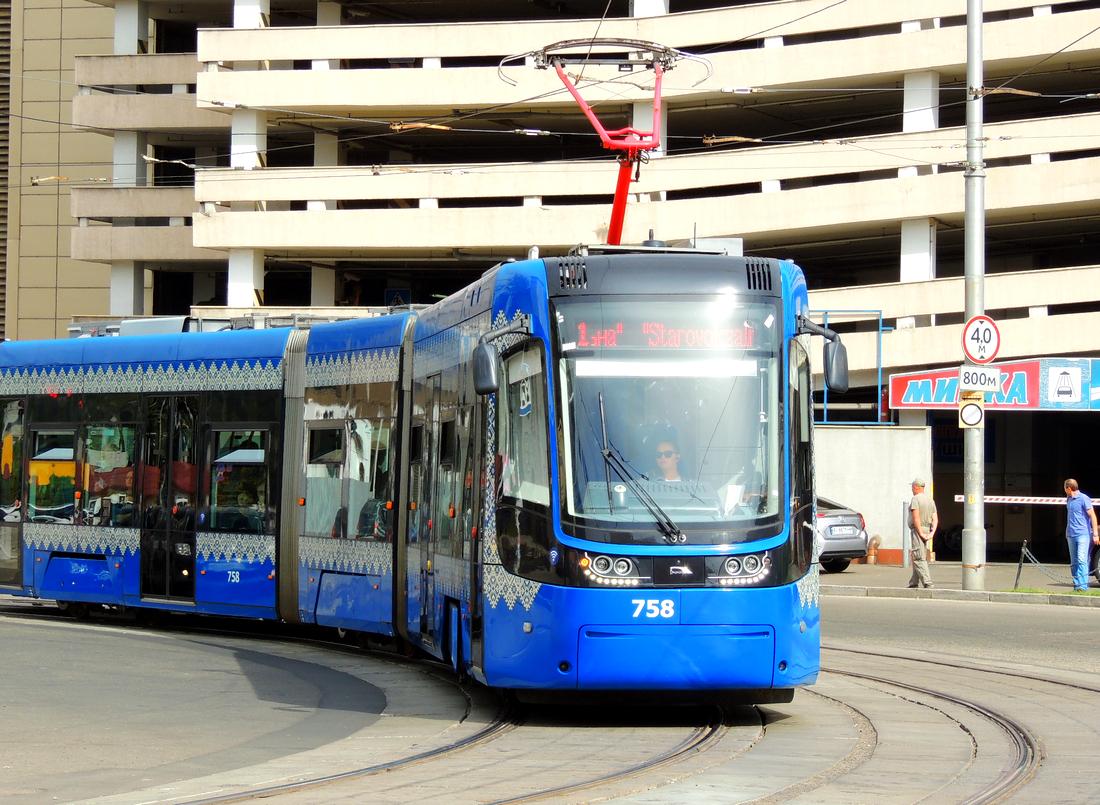
Tranvía cubriendo la línea 3.

Kiev fue la primera ciudad en Ucrania, así como todo el Imperio ruso en ese momento, donde se abrió un tranvía eléctrico. El primer tranvía fue lanzado en junio de 1892 en una línea de 1,5 km de largo por el descenso de 
Alexander (ahora Vladimir). El 30 de diciembre de 1978, se puso en funcionamiento la primera línea de tranvía de alta velocidad desde la Plaza de la Victoria hasta el área residencial de Borshchagivka del Sur, construida por iniciativa de Volodymyr Veklych y Vasyl Dyakonov.
El año 1990 culminó con el desarrollo de la red de tranvías: la longitud total de las vías fue de 275,9 km, la base de producción fue de 904 vagones de pasajeros y el volumen anual de transporte alcanzó los 438 millones. Hasta 258,3 km y 509 tranvías, el tráfico anual ascendía a unos 175,6 millones. Después de la reconstrucción del Puente Paton en 2005, la red de tranvías de la ciudad se dividió en dos partes separadas: la orilla izquierda y la orilla derecha. En 2010, se completó la reconstrucción de la línea de tranvía de alta velocidad Borschagovsky y en 2012, se abrió la reconstrucción y ampliación de la estación de tren eléctrico de la ciudad de Troeschynsk, que fue construida en 2000 pero posteriormente cerrada debido al pequeño tráfico de pasajeros.
La red de tranvía cuenta también con dos líneas de alta velocidad inauguradas en 1978, con una extensión de 14 kilómetros. La línea 1 treanscurre entre la avenida Starovokzalna y Kilʹtseva Doroha. La línea 2 transcurre entre Vatutyna y Myloslavsʹka.

## Funicular

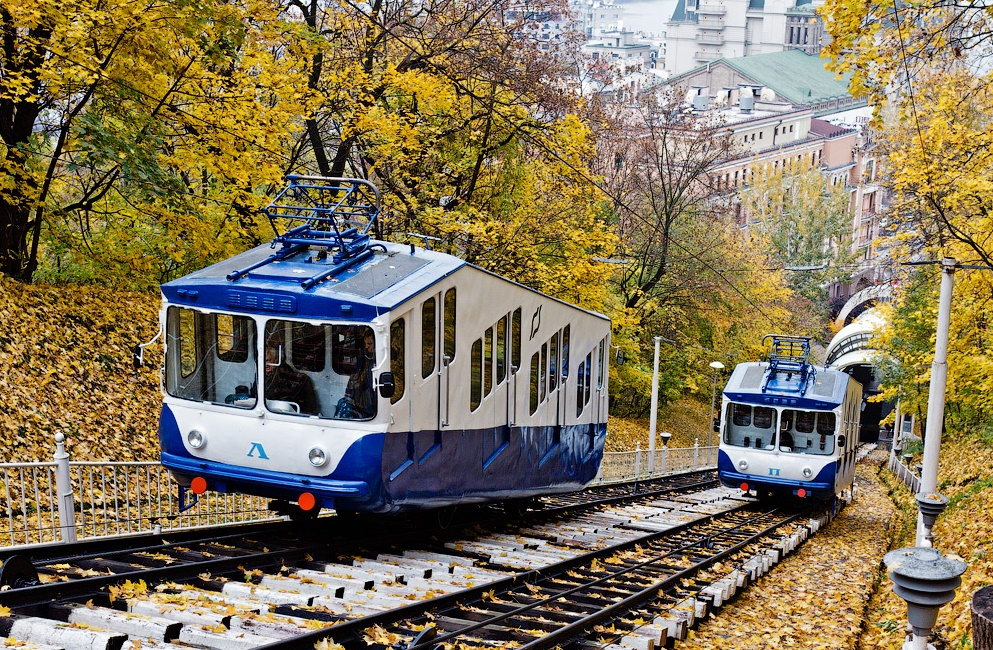
Dos vagones del funicular.

El problema de la conexión entre la Ciudad Alta y las tierras bajas de ha existido desde que Kiev existe. Primero, los antiguos habitantes de Kiev utilizaron los senderos empinados, luego, el descenso de Andreevsky. El 
ingeniero Abrahamson presentó la idea de construir entre las partes superior e inferior del elevador mecánico de la ciudad en forma de un pequeño carril inclinado con empuje de cuerda. El proyecto fue desarrollado por los ingenieros Pyatnitsky y Baryshnikov. El funicular, o «Elevador de cuerda eléctrica Mikhailovsky», fue construido a expensas de la Compañía de Ferrocarriles de la Ciudad de Kiev. La construcción del funicular duró entre los años 1902 y 1905. El funicular se abrió el 7 de mayo de 1905. Las pistas de elevación se extendieron 200 metros.
En 1958, se llevó a cabo una reconstrucción radical del funicular: se instaló maquinaria moderna en la sala de máquinas, que entre otras cosas, también garantiza la seguridad total del movimiento. Y a fines de 1984, el teleférico se sometió a otra actualización: la línea se extendió 38 metros.
Cada año, este modo de transporte inusual transporta 2,8 millones de pasajeros, incluidos muchos turistas.
Como el tipo de transporte más funicular es un tranvía, los boletos de tranvía también son válidos en un funicular y el costo de un viaje es de 3 grivnas. Hasta noviembre de 2008, sólo había boletos que operaban en autobuses, trolebuses, tranvías y teleféricos. Actualmente se están introduciendo tokens especiales en la estación del teleférico.

## Trolebuses
El trabajo en la organización del movimiento de trolebuses en Kiev comenzó en 1934 con el regreso a Kiev como capital de Ucrania. La primera ruta del trolebús fue la calle Krasnoarmeyskaya (ahora Gran Vasylkivska). En la posguerra, la industria de trolebuses de Kiev se desarrolló constantemente.
El 12 de junio de 1966, Volodymyr Veklych, de origen kievita, creó el primer tren de trolebuses del mundo. En 1983, más de la mitad de la flota de trolebuses de Kiev operaba en 296 trenes de trolebuses bajo el sistema de Volodymyr Veklych, lo que permitió liberar a más de 800 conductores y aumentar la capacidad de transporte de trolebuses de la capital en 1,6 veces. La exitosa experiencia de la gente de Kiev fue asumida por los transportistas eléctricos de Riga, Leningrado, Tallin, Dnipropetrovsk, Járkov, Sebastopol, Krasnodar, Novosibirsk y muchas otras ciudades de la antigua URSS.
Desde 1991, los trolebuses nacionales han estado operando en las rutas de trolebuses de Kiev, en particular en la planta de vehículos eléctricos de Kiev (fabricada en 1991-1994), la planta de aviación de Kiev y la planta de automóviles de Leópolis.
A partir de 2000, 35 rutas de trolebuses operaban en Kiev. La longitud de la red alcanzó los 324,9 km, con un número total de 640 trolebuses. En mayo de 2006, el número de rutas de trolebuses en Kiev llegó a 44. Hay 4 depósitos de trolebuses.